# Francesco Camattini
Francesco Camattini (Parma, 2 settembre 1969) è un cantautore italiano.

## Biografia
Inizia la sua attività di cantautore nel 1998 con il primo disco Le Nove Stagioni, al quale partecipano il pianista Davide Carmarino, il chitarrista Matteo Mela e il pianista e arrangiatore Alberto Miodini, componente della nota formazione cameristica Trio di Parma. Nel 2003 esce il secondo album, Ormeggi, dedicato alla narrazione del mito in forma di canzone; segue nel 2007 Fine della Storia, edito da Radar e distribuito da Egea Distribution, a cui collaborano come arrangiatori i chitarristi Lorenzo Micheli, Niccolò Bossini e il pianista Alessandro Sgobbio. Nel 2010 esce l'album Crazy Crisi, a cui contribuisce come arrangiatore Antonio Marangolo. In Crazy Crisi  Camattini inizia ad affrontare i temi della crisi e del precariato, che troveranno più ampio sviluppo nel lavoro teatrale  Opera PoPolare Interinale (2011) per voce recitante, solo, coro e piccola orchestra, che debutta al Teatro Due di Parma. Nel 2012 ne ha realizzato un seguito dal titolo In Carne e Wireless, in cui è più accentuato l'effetto di straniamento legato alla burocratizzazione e all'utilizzo assurdo delle tecnologie.
Ha partecipato a diverse trasmissioni radiofoniche e televisive nazionali (Radio Rai e Rainews); ha ricevuto alcuni riconoscimenti musicali, tra cui Biella Festival, “Voci per la Libertà” di Amnesty International, 2000 e Zero Watt.
Nel 2009 ha interpretato le canzoni del cantautore francese Boris Vian all'interno delle iniziative realizzate dalla Fondazione Teatro Due di Parma in collaborazione con Fond'Action Boris Vian di Parigi, in occasione del cinquantesimo della morte dell'artista.
Dal maggio 2011 è voce narrante del recital musicale dedicato a Mario Castelnuovo-Tedesco, interpretato alla chitarra dal duo Matteo Mela e Lorenzo Micheli.
Nel dicembre 2014 di Francesco Camattini esce per Infinito Edizioni il libro “La terra delle donne e degli uomini integri”. Ispirato alla vita e ai discorsi del giovane e brillante presidente del Burkina Faso Thomas Sankara (brutalmente assassinato da una congiura di palazzo), il testo (realizzato appositamente per il teatro) è stato rappresentato per la prima volta nel novembre 2014 presso la Fondazione Teatro Due di Parma dal gruppo dei giovani del Centro Interculturale di Parma alla presenza della sorella di Sankara, Madame Blandine Sankara.
Nel 2015 esce Solo vero sentire (distribuito da Egearecords), un lavoro che si pone al crocevia tra musica e poesia, ispirato ai testi di poeti come Derek Walcott, Nazim Hikmet, Ivo Andric e altri anche con rimandi meno espliciti.
Nel 2021 esce il suo ultimo lavoro discografico “A costo di non tornare” contenente un forte richiamo alle Beatitudini evangeliche, ripresentate in chiave laica e dedicate a personaggi contemporanei; la canzone “Capitana” (dedicata a Carola Rackete) è un brano rappresentativo dell’impegno sociale e civile dell'album.
Viene citato in diverse pubblicazioni e saggi. Il quotidiano Avvenire dedica l’intero inserto culturale di Agorà al suo ultimo lavoro. 

## Discografia
- 1998 - Le Nove Stagioni (Kookaburra, Parma)
- 2003 - Ormeggi (Edicta, Parma)
- 2007 - Fine della Storia (Radar - Egea Distribution)
- 2010 - Crazy Crisi
- 2011 - Opera PoPolare Interinale - live
- 2015 - Solo vero sentire
- 2021 - A costo di non tornare (distribuzione digitale)